# Episcopia Bihor, Oradea

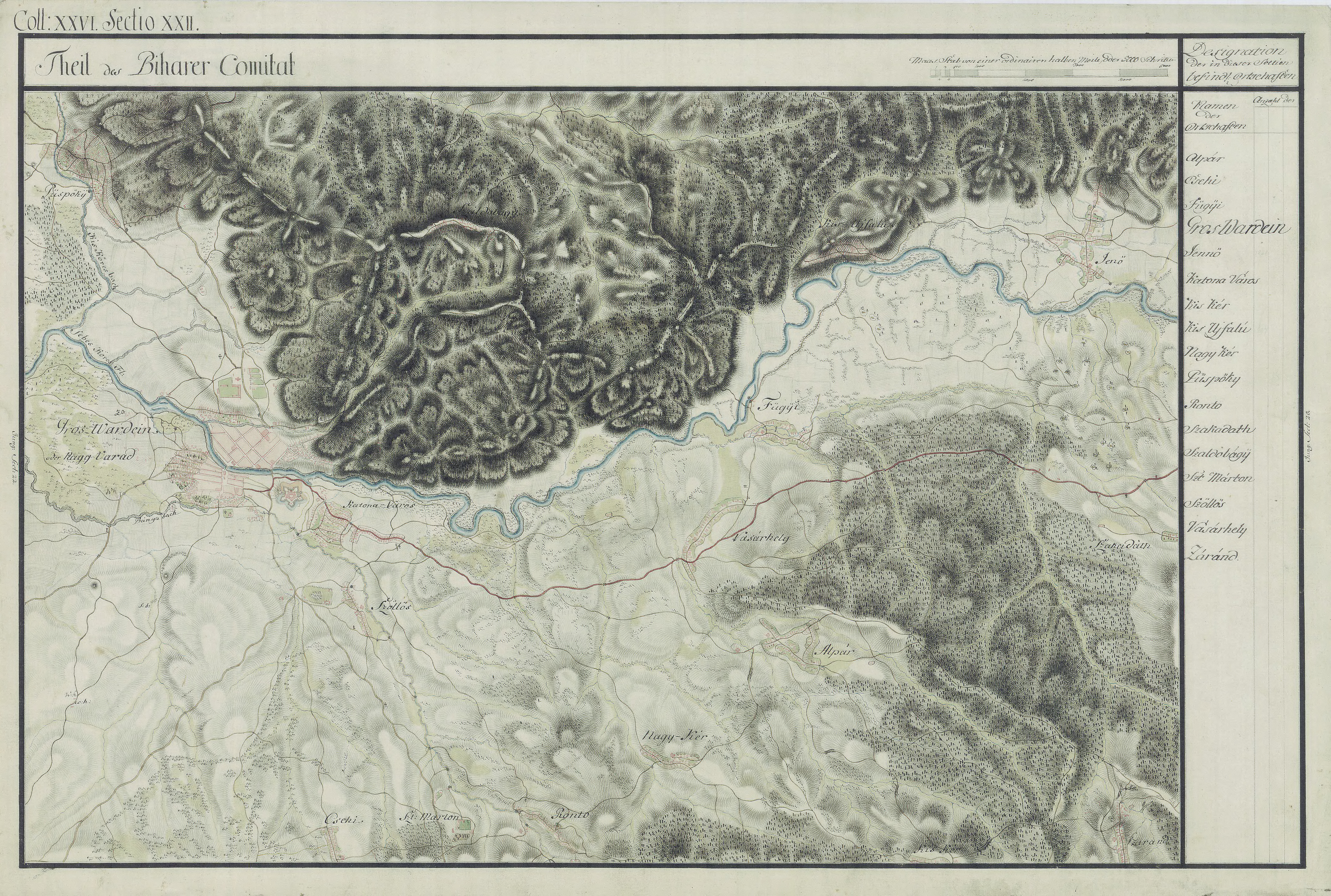
Episcopia Bihorului în Harta Iosefină a Comitatului Bihor, 1782-85

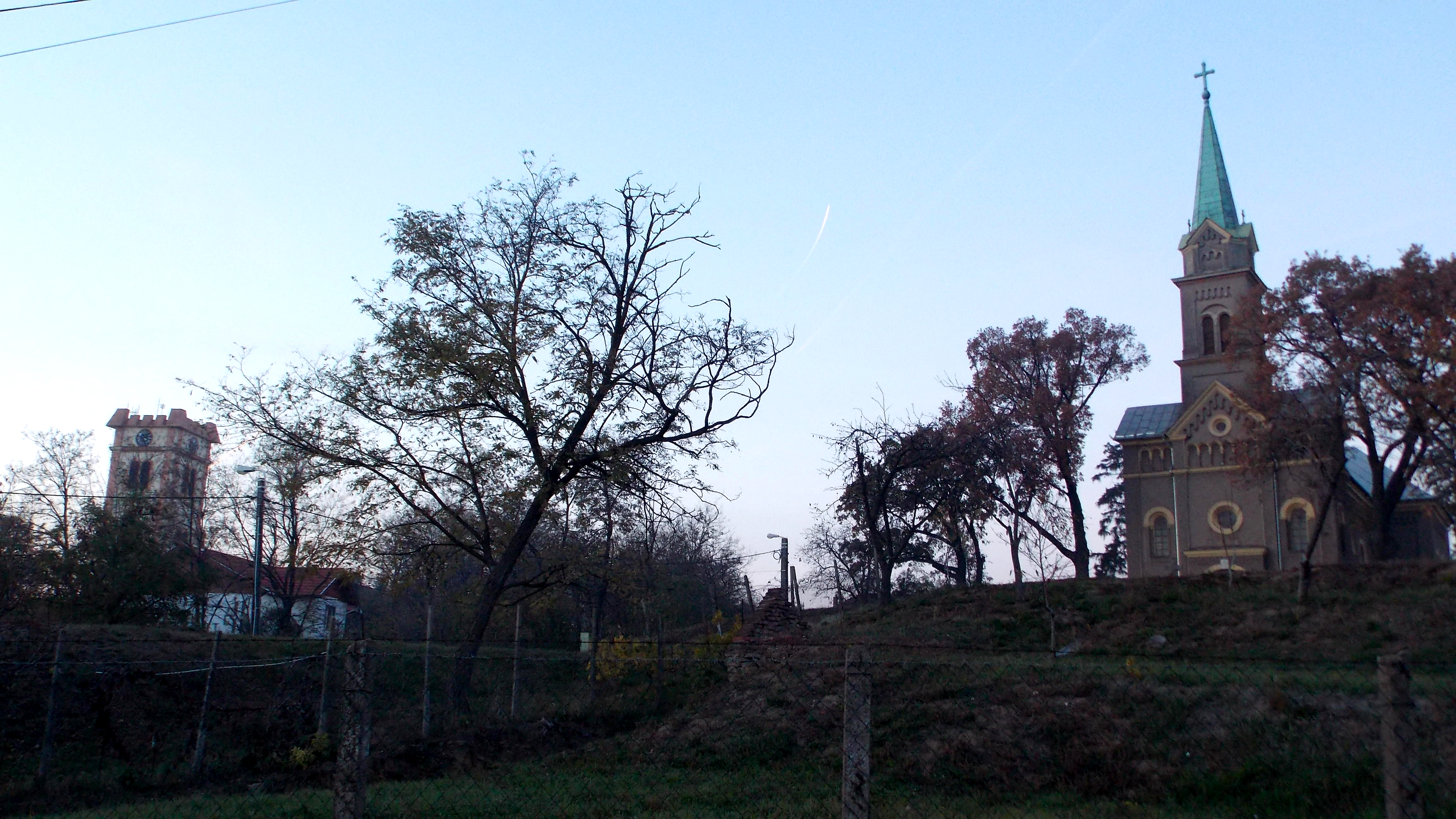
Ansamblul bisericii reformate

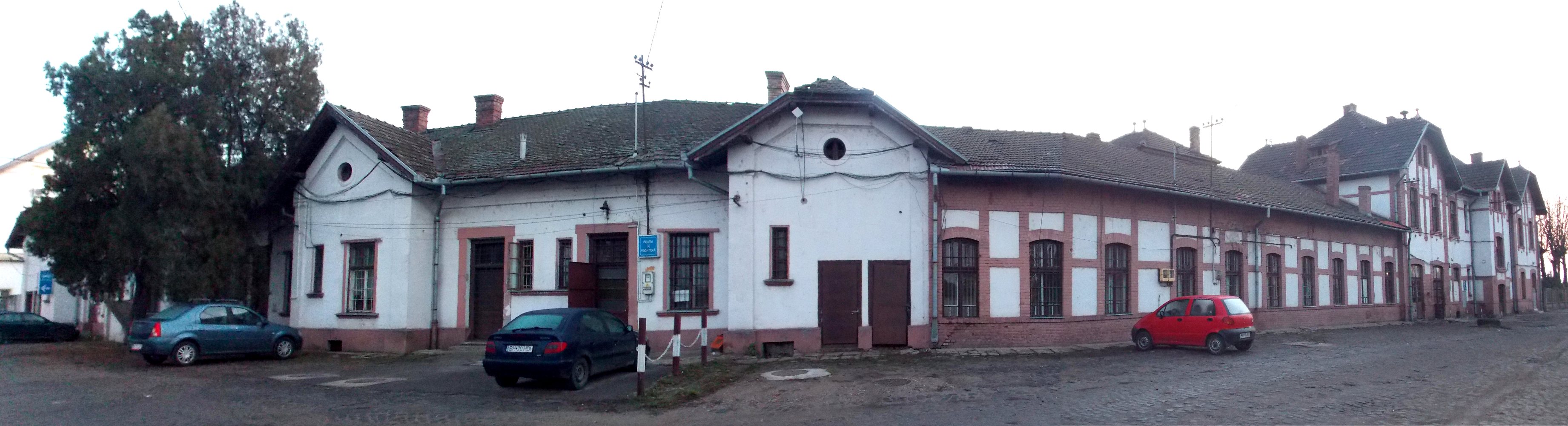
Stația CFR Episcopia Bihor

Episcopia Bihor (alternativ Episcopia Bihorului), mai demult Piscopia (1920), colocvial Pișpichiu, (în maghiară Biharpüspöki, alternativ Váradpüspöki, oficial până în 1918 Püspöki), este un cartier în nord-vestul municipiului Oradea, alipit municipalității în anul 1956, anterior fiind localitate de sine stătătoare. Gara Episcopia Bihor este punct feroviar de trecere a frontierei cu Ungaria.

## Monumente
- Biserica reformată, construită în sec. XIV. în stil gotic, iar turnul clopotniță la mijlocul sec. XVIII. în stil baroc.
- Biserica romano-catolică Sfântul Laurențiu, cu hramul pe 10 august, a fost construită la sfârșitul anilor 1890 și consacrată de episcopul Laurentius Schlauch, ulterior cardinal
- La 10 martie 1983, după recviemul ținut în catedrala romano-catolică din Oradea, Ladislau Hosszú, fost paroh de Episcopia Bihor, a fost înmormântat în biserica Sf. Laurențiu
- În cimitirul din Episcopia Bihor este înmormântat canonicul Sándor Eberwein de la catedrala romano-catolică din Oradea († 1984)